# Pancho Gonzales
Ricardo Alonso González o Richard Gonzalez, detto Pancho Gonzales (Los Angeles, 9 maggio 1928 – Las Vegas, 3 luglio 1995) è stato un tennista statunitense, uno dei più grandi della storia della disciplina.
Rimase per otto anni in testa alla classifica mondiale tra gli anni cinquanta e sessanta giocando da professionista. Completamente autodidatta, fu un dilettante di successo nei tardi anni quaranta, vincendo lo US Open nel 1948 e 1949 e passando molto presto al professionismo, a soli 22 anni e dopo soli 6 Tornei dello Slam giocati.
La carriera professionistica fu segnata da grandi successi: Gonzales è il secondo, insieme a Ken Rosewall, più titolato tennista professionista con 12 vittorie negli Slam Professionistici (8 nello U.S. Pro Tennis Championships e 4 nel Wembley Championship).
Con l'avvento dell'era Open nel 1968, Gonzales fu ancora in grado di raggiungere le semifinali al Roland Garros ed i quarti allo U.S. Open. Giocò nel 1969 a Wimbledon un match entrato nella leggenda del tennis, allorché - a 41 anni - eliminò Charlie Pasarell, di 16 anni più giovane, vincendo 22-24, 1-6, 16-14, 6-3, 11-9 (allora non esisteva il tie-break) dopo 5 ore e 12 minuti di gioco.
Un articolo del 1999 di Sports Illustrated sui 20 atleti preferiti del ventesimo secolo scrisse di Gonzalez: "Se il pianeta Terra fosse in pericolo in una partita a tennis, l'uomo che vorresti al servizio per salvare l'umanità sarebbe Ricardo Alonso Gonzalez". Il noto commentatore televisivo Bud Collins ribadì questo concetto nel 2006 in un articolo per MSNBC.com: "Se dovessi scegliere qualcuno che giochi per la mia vita, sceglierei Pancho Gonzalez."

## Carriera sportiva

### Dilettante
A Gonzales fu regalata una racchetta da tennis del valore di 51 centesimi di dollaro da sua madre, quando aveva 12 anni. Ricevette lezioni di tennis dal suo amico, Chuck Pate, ma imparò a giocare soprattutto guardando gli altri giocatori sui campi pubblici del vicino quartiere Exposition Park di Los Angeles.
Una volta scoperto il tennis, perse interesse per la scuola e iniziò un'adolescenza travagliata, in cui fu inseguito dagli inservienti che sorvegliavano chi marinava la scuola e dai poliziotti in generale.
Diventò amico di Frank Poulain, il proprietario del negozio di tennis dell'Exposition Park e qualche volta gli capitò di dormire proprio lì.
A causa della sua scarsa frequenza scolastica e di occasionali problemi con la legge, fu ostracizzato dalla predominante cultura anglosassone, e soprattutto dalle classi più abbienti, che avevano in mano tennis negli anni 40. La sede principale del tennis nella città californiana era allora il Los Angeles Tennis Club, dove giocavano altri giocatori, come il giovane Jack Kramer.
In quegli anni il capo della Southern California Tennis Association era Perry T. Jones, uomo più potente del tennis in California ed anche in gran parte di tutti gli Stati Uniti, visto che il clima mite di quello stato gli aveva permesso di avere un certo vantaggio nella pratica dello sport.
Jones era descritto come un leader autoritario e rigoroso, che incarnava quella politica esclusionista che governava il tennis in quei decenni; sebbene Gonzales fosse un giovane promettente, quando Jones scoprì che il giovane aveva marinato la scuola lo escluse dai tornei che organizzava.
Arrestato per furto con scasso a 15 anni, Gonzales trascorse un anno in detenzione; si arruolò quindi nella marina sul finire della seconda guerra mondiale e vi rimase per due anni, quando venne congedato con disonore (1947).
Secondo la sua autobiografia, Gonzales era alto 1.91 m e pesava 83 kg da quando aveva 19 anni.
Altre fonti generalmente lo considerano un po' più basso, ma in ogni caso questa peculiarità fisica gli permetteva di avere un certo vantaggio su alcuni dei suoi rivali più importanti, come Pancho Segura, Ken Rosewall e Rod Laver, i quali erano almeno 15 centimetri più bassi.
Tony Trabert, che venne battuto nettamente da Gonzales nei 101 incontri diretti in cui lo incontrò, e che provava una profonda antipatia per il rivale, una volta disse al Los Angeles Times:
Nonostante la sua mancanza di tempo per il gioco, mentre era nella marina, e per la maggior parte sconosciuto quando aveva 19 anni nel 1947, Gonzales raggiunse nella classifica nazionale la diciassettesima posizione giocando soprattutto sulla West Coast. Nel 1947 si portò nella costa orientale per giocare gli U.S. National Championships a Forest Hills. Sconfisse a sorpresa il britannico, membro della squadra di Coppa Davis della sua nazione, Derek Barton, perdendo poi in 5 set con la testa di serie numero 7 Gardnar Mulloy. Nell'ultimo torneo importante dell'anno, il Pacific Southwest Championships, che si giocò al Los Angeles Tennis Club, sconfisse tre nomi di fama internazionale quali: Jaroslav Drobný, Bob Falkenburg, e Frank Parker, prima di perdere in semifinale contro Ted Schroeder.
L'anno seguente, Perry T. Jones, venuta meno la sua opposizione a Gonzales sponsorizzò il suo viaggio ad est per giocare nei tornei più importanti. Il giocatore americano in cima alle classifiche, Ted Schroeder, decise all'ultimo momento di non giocare gli U.S. National Championships e a Gonzales venne assegnata la testa di serie numero 8 del torneo. Con la sorpresa di molti osservatori, vinse abbastanza facilmente in finale in 3 set contro il sudafricano Eric Sturgess, giocatore dotato di un potente serve-and-volley. Il New York Times parlò in questo modo sui suoi giornali: "L'outsider peggiore dei tempi moderni siede sul trono del tennis". La sua personalità a quel tempo era sorprendentemente diversa da quella che sarebbe diventata negli anni a venire. L'Americana Lawn Tennis scrisse che:
Questo fu solo l'unica grande vittoria di Gonzales dell'anno, ma fu sufficiente per fargli finire l'anno come il numero uno del tennis americano.
Nel 1949, Gonzales fece male a Wimbledon e fu deriso per la sua prestazione da parte della stampa, nonostante avesse raggiunto il quarto turno. Un giornalista sportivo britannico lo definì "campione di formaggio" e, a causa del suo nome, il suo compagno di doppio del tempo, Frank Parker, cominciò a chiamarlo "Gorgonzales", come il Gorgonzola, formaggio italiano. Questo fu poi ridotto a "Gorgo", il soprannome col quale è stato poi conosciuto dai suoi colleghi nel tour professionale. (Jack Kramer, nella sua autobiografia, disse che era stato Jim Burchard, lo scrittore di tennis per il New York World-Telegram che per primo lo aveva definito un "cheese champion").
Quando Gonzales tornò negli Stati Uniti per disputare lo U.S. National Championships, ancora una volta, con grande sorpresa di molti osservatori, riconfermò la vittoria dell'anno precedente. Ted Schroeder, la testa di serie numero 1, aveva battuto Gonzales otto volte in nove partite nel corso della loro carriera ed era fortemente favorito. L'unica volta che Gonzales aveva battuto Schroeder, questi stava giocando con un naso che gli era stato rotto il giorno prima dalla racchetta del suo partner di doppio durante un punto a rete giocato male. In una combattuta finale che è stata definita l'undicesima partita più bella di tutti i tempi, Gonzales perse in un 1 ora e 15 minuti il primo set per 16-18, ma alla fine riuscì a prevalere nel 5º set. Ancora una volta terminò l'anno come il numero uno della classifica dei dilettanti degli Stati Uniti. Gonzales vinse entrambi i suoi incontri di singolare nella finale di Coppa Davis contro l'Australia. Dopo aver battuto Schroeder a Forest Hills, era chiaramente il miglior dilettante del mondo. Bobby Riggs, che contava sull'ingaggio di Schroeder per giocare nel tour professionale di Kramer, fu poi costretto ad ingaggiare a malincuore Gonzales al suo posto.

### Carriera professionistica
Gonzales fu battuto nettamente nel suo primo anno nel tour professionale, 96 partite a 27, dal dominatore del tennis professionistico di allora, Jack Kramer. Durante questo periodo, la personalità di Gonzales cambiò da quella amichevole, da giovanotto passò a quella del duro e solitario con cui divenne noto per il resto della sua vita. Secondo Kramer nella sua autobiografia del 1979: "La cosa peggiore che sia mai successa a Gonzales è stata vincere a Forest Hills nel 1949 ...Perché Gorgo non era maturo come giocatore per essere contrapposto a Kramer, un professionista al culmine della sua carriera". Inoltre, dice Kramer, "Pancho non aveva idea di come vivere o prendersi cura di se stesso. Era un ragazzo tutto hamburger e hot-dog per iniziare, e non conosceva il concetto di dieta ... Sul campo Gorgo beveva anche qualche sorso di Coca Cola durante una partita ...Gorgo era un fumatore di sigarette piuttosto incalito. aveva ritmi di sonno terribili che erano deleteri per chi doveva affrontare un tour professionistico".
Kramer vinse 22 delle prime 26 partite e 42 delle successive 50. Gonzales migliorò abbastanza per vincere 15 delle rimanenti 32, ma era troppo tardi. Bobby Riggs, il promotore del tour, disse che Gonzales era ora "carne morta": Kramer avrebbe avuto bisogno di una nuova sfida per il tour dell'anno successivo. In compenso, però, Gonzales aveva guadagnato 75.000 dollari nonostante la sconfitta. Kramer disse che: "la sua natura era cambiata completamente. È diventato difficile e arrogante. Perdere lo aveva cambiato. Quando arrivò l'occasione successiva, capì che: o vinceva o si era senza lavoro". Era ora "un solitario", dichiarò Ted Schroeder, "e sempre l'uomo più infelice della città".

#### Semi-ritiro (1951-1953)
Dal 1951 al 1953, Gonzales era sul punto di ritirarsi. Comprò il negozio di tennis di Exposition Park e gareggiò con brevi incursioni in piccoli tour professionisti e tornei professionali disputati in tutto il mondo. Nonostante la sua scarsa frequenza nei tornei (perché prima Riggs, poi Kramer, promotori del Pro Tour, non lo volevano come giocatore in prima linea del loro tour), aveva innalzato il suo gioco ad un livello superiore rispetto a prima e ancora una volta uscì vincitore nella maggior parte delle partite da lui disputate. Fonti precise su questo periodo sono difficili da individuare, ma Gonzales affermò nella sua autobiografia che, dopo la sconfitta decisiva per Kramer nel loro tour del 1950 ha poi battuto il suo vecchio antagonista 11 volte nelle successive 16 partite giocate.
Nell'estate dell'emisfero australe del 1950-1951, Gonzales partecipa ad un tour in Australia e Nuova Zelanda con Dinny Pails, Frank Parker, e Don Budge. Nel mese di dicembre 1950, Pails vince il breve tour in Nuova Zelanda, ma nel mese di gennaio e febbraio 1951 Gonzales vince una seconda e più lunga tournée in Australia. Anche se Gonzales vinse anche a Wembley nel 1951 (dove Kramer non partecipò), è probabile che sia Kramer che Segura fossero dei giocatori leggermente più forti in quell'anno.
Nel 1952, invece, Gonzales raggiunse il livello superiore dei professionisti. Nel 1952 partecipò a cinque tornei e ne vinse quattro: il Philadelphia Inquirer Championships, dove sconfisse sia Pancho Segura che Jack Kramer due volte in un doppio round-robin; lo Slazenger Pro Championships di Scarborough, Inghilterra, dove sconfisse Don Budge e Segura; il London Pro Indoor Championships di Wembley, di nuovo in Inghilterra battendo Segura e Kramer; il Berlin Pro Championships, in Germania, dove sconfisse di nuovo Segura e Budge; ed è stato finalista degli U.S. Pro Tennis Championships ("US Pro") dove fu battuto da Segura per 3-6, 6-4, 3-6, 6-4, 6-0. In tutto, Gonzales sconfisse Segura cinque volte su sei e Kramer tre volte in tre partite. Questo è stato il primo anno in cui "Big Pancho" (Gonzales) dominò "Piccola Pancho" (Segura) nei loro testa a testa, e, successivamente, la sua superiorità su Segura rimarrà una costante di tutta la sua carriera.
La Professional Lawn Tennis Association pubblicò le classifiche alla fine del 1952, in cui hanno Segura era il numero uno al mondo tra i professionisti, con Gonzales secondo. La classifiche della PLTA erano notoriamente eccentriche. L'anno prima, per esempio, quando Kramer aveva battuto Segura 64 partite a 28 (o 58-27 secondo Kramer) nei loro tour, la PLTA aveva tuttavia piazzato Segura al numero uno del mondo. Questo fa capire come Gonzales in realtà fosse il numero uno del mondo nel 1952 o al limite in cima al ranking insieme a Segura.
In un evento professionale del 1951 furono misurate elettronicamente le velocità dei colpi di dritto di un certo numero di giocatori. Kramer era particolarmente noto per il suo dritto, ma Gonzales registrò il colpo più veloce: 112,88 mph (circa 182 km/h), seguito da Kramer con 107,8 e Welby Van Horn a quota 104. Il dritto a due mani di Pancho Segura era il più potente del mondo, ed è possibile che non fosse presente a tale evento.
Nel 1953, Gonzales, tagliato fuori dal grande pro tour di Kramer (ormai diventato anche un promotore) che invitò Frank Sedgman, tennista australiano sette volte vincitore di un torneo del Grande Slam, Pancho Segura, Ken McGregor (il vincitore dell'Australian Championships 1952), regredì nelle classifiche perché non aveva incontrato un giocatore di alto livello per 12 mesi tra il 1952 e il torneo di Wembley del 1953. di conseguenza, a Wembley, e due giorni dopo a Parigi, Gonzales fu dominato da Sedgman, il futuro vincitore di questi tornei.
Alla fine del 1953, Kramer, giocatore temporaneamente inattivo (a causa di suoi problemi alla schiena), firmò con Gonzales un contratto di sette anni per giocare un tour professionistico negli USA nel 1954 insieme a Pancho Segura, Frank Sedgman e Donald Budge (quest'ultimo sostituito nel marzo 1954 da Carl Earn per le ultime settimane del tour). Nelle partite successive Gonzales sconfisse 30-21 Segura e Sedgman con lo stesso punteggio. Dopo questo tour Gonzales vinse lo US Pro (conosciuto anche come World Pro Championships) dove erano presenti i più forti, tranne Pails. Poi l'americano giocò in un tour in Estremo Oriente (settembre-ottobre 1954). Vinse a mala pena contro Segura e Kramer, che aveva fatto il suo ritorno in singolare dopo un periodo di inattività di 14 mesi. Poi Gonzales ebbe un grande successo: vinse l'Australian Tour del novembre-dicembre 1954 battendo Sedgman 16-9, 15-0 McGregor, e Segura, 4-2. Sebbene Pancho fosse stato battuto da Pails nell'ultima gara dell'anno, Gonzales aveva chiaramente affermato il suo dominio come migliore giocatore al mondo nel 1954.

#### Dominio
Gonzales fu il giocatore dominante in campo maschile nei successivi 7 anni, battendo regolarmente tennisti del calibro di Sedgman, Tony Trabert, Ken Rosewall, Lew Hoad, Malcolm Anderson, e Ashley Cooper.
Nella sua carriera professionale, Gonzales vinse gli U.S. Pro Tennis Championships otto volte, il Wembley Championship di Londra quattro volte, e il Tournament of Champions tre volte, oltre a battere, nei testa a testa dei pro tour, tutti i migliori dilettanti che man mano diventavano professionisti, tra questi c'erano tutti i vincitori di Wimbledon di quella decade. Durante questo periodo Gonzales era noto per la sua volontà di vincere, il suo potente servizio, e il suo aggressivo gioco a rete, una combinazione così potente che le regole del tour professionale furono leggermente modificate per vietargli di avanzare a rete immediatamente dopo aver battuto. Secondo le nuove regole, la risposta doveva prima rimbalzare e solo dopo il servitore poteva effettuare il suo primo colpo, non permettendo così a Gonzales di giocare il suo solito serve-and-volley. Vinse tutto nonostante queste nuove regole che furono cambiate nuovamente. Era così grande la sua capacità di alzare il livello del suo gioco, soprattutto nel quinto set di lunghe partite, che Allen Fox disse di non aver mai visto una volta Gonzales perdere il servizio quando serviva per il set o la partita.

#### Trabert e Rosewall
Nel 1956 Gonzales sconfisse Tony Trabert per 74-27, in una serie resa più interessante dal fatto che i due giocatori non si piacevano a vicenda. Alla fine del 1956 Kramer ingaggiò Ken Rosewall per giocare un'altra lunga serie contro Gonzales. Nei primi mesi del 1957 Gonzales, volò in Australia, per le prime 10 partite contro Rosewall nel suo paese natale. Gonzales aveva sviluppato una cisti di "mezzo dollaro" di grandezza sul palmo della mano destra e sui giornali girava la notizia che la sua carriera di tennis professionista poteva essere finita. Il medico personale di Kramer cominciò a trattare la cisti con delle iniezioni, e gradualmente questa cominciò a ridursi. Ancora dolorante, tuttavia, Gonzales sconfisse Rosewall nel loro incontro iniziale e alla fine vinse il loro breve tour australiano 7 partite a 3, con Rosewall vincente su Gonzales in un torneo i cui risultati non contavano per il totale della serie. Col tempo il tour si spostò a New York alla fine di febbraio, la cisti si era ridotta notevolmente e Gonzales continuò a battere Rosewall col punteggio finale di 50 partite a 26.
Kramer scrisse che era così preoccupato che Rosewall non sarebbe stato all'altezza di Gonzales e del calo drastico del successo finanziario del tour che, per l'unica volta nella sua carriera sia da giocatore che da promoter, chiese a Gonzales mentre era in Australia di aiutare a vincere Rosewall in cambio di un aumento delle entrate lorde dal 20 per cento al 25 per cento. Gonzales accettò con riluttanza. Dopo 4 partite, con Gonzales sul 3 a 1, Gonzales andò Kramer e disse:"non posso giocare pensando di aiutare il ragazzo. Non riesco a concentrarmi. E questo mi preoccupa troppo". A questo punto, però, era evidente che Rosewall sarebbe stato pienamente competitivo con Gonzales, così Kramer suggerì a Gonzales di tornare al suo gioco normale e che avrebbe potuto tenere il suo aumento del 5 per cento.
Nello stesso anno, Gonzales si rivolse alla Corte Superiore della California per rescindere il suo contratto di 7 anni con Kramer. Come prova della sua deposizione, Gonzales spiegò di avere ricevuto il 25 per cento della posta invece del 20 per cento previsto. Il giudice Leon T. David dichiarò inammissibile il ragionamento di Gonzales e deliberò a favore di Kramer. Gonzales rimase legato a Kramer secondo contratto fino al 1960.

#### Hoad
La sfida più difficile che Gonzales dovette affrontare in quegli anni venne da Lew Hoad, il potentissimo giovane australiano che aveva vinto quattro titoli del Grande Slam come dilettante. Nel tour del 1958, Gonzales e Hoad giocarono uno contro l'altro 87 volte. Hoad vinse 18 delle prime 27 partite e sembrava sul punto di soppiantare Gonzales come migliore giocatore del mondo. Gonzales, però, rinnovò e migliorò il suo rovescio, nel corso di queste prime partite, proprio come Bill Tilden dovette fare nel 1920, al fine di avere la meglio del suo rivale Bill Johnston e diventare il migliore del mondo. Gonzales vinse 42 delle successive 60 partite contro Hoad e mantenne la sua superiorità con un margine di 51 vittorie a 36 su Hoad.
Gran parte dell'astio di Gonzales in questi anni derivava dalla rabbia che provava a essere pagato molto meno rispetto ai giocatori che regolarmente batteva. Nel 1956, per esempio, venne pagato 15 000 dollari, mentre il suo avversario del tour professionistico Tony Trabert, recentemente diventato professionista, aveva un contratto di 80 000 $. Aveva un rapporto conflittuale, spesso amaro, con la maggior parte degli altri giocatori e in generale viaggiava e viveva da solo, mostrandosi solo il tempo di giocare la sua partita, per poi passare da solo nella città successiva. Gonzales e Jack Kramer, il promotore di lunga data del tour, sono stati anche acerrimi nemici: l'inimicizia risaliva ai giorni in cui Kramer aveva battuto il giovane Gonzales nel primo tour in cui si erano trovati uno di fronte all'altro. In quel periodo, però, litigavano incessantemente per questioni finanziarie, così Kramer era apertamente schierato con gli altri giocatori che affrontavano Gonzales. Per quanto egli detestasse Gonzales, però, Kramer sapeva benissimo che Gonzales era l'attrazione principale dei tour professionisti e che senza di lui non ci sarebbe stato nessun tour.
Per quanto riguarda il tour, Kramer scrisse che "anche se Gonzales era di solito il migliore giocatore, non contribuiva mai a promuovere il Tour. I giocatori avrebbero potuto tollerare i suoi malumori personali, ma il suo rifiuto di aiutare il gruppo li irritava maggiormente. Francamente, la maggioranza dei giocatori provava una profonda antipatia per Gonzales. Sedgman era quasi venuto alle mani con Gonzales una volta. Trabert e Gonzales si odiavano. L'unico giocatore che abbia mai cercato di andare d'accordo con lui è stato Lew Hoad".
Trabert disse a McCauley in un'intervista che "ho apprezzato le sue capacità di tennista, ma non l'ho mai rispettato come persona. Troppo spesso ho visto che le persone lo trattavano male senza un motivo. Era un solitario, triste la maggior parte del tempo, con un grande rancore ("chip on the shoulder") e raramente si aggregava a noi durante i tour. Invece appariva all'ora stabilita per il suo match, poi svaniva di nuovo nella notte senza dire una parola a nessuno. Rilasciava autografi ai tifosi prima di passare alla città successiva. Pancho, in campo, era totalmente professionale, nonché un giocatore fantastico. In un'intervista del 2005, Ted Schroeder commentò l'intenso comportamento di Gonzales dentro e fuori dal campo "Quasi mai ci siamo rivolti una parola civile l'uno all'altro, eppure eravamo amici. Era un uomo molto orgoglioso, non superbo, ma orgoglioso. Quando hai capito questo hai capito chi è lui".
La vita del tour non è stata facile. "Una notte", Gonzales ricordò poi, "Avevo una caviglia slogata che mi faceva male. La notte dopo in un'altra città mi faceva ancora male. Ho detto a Jack che non potevo giocare. Mi disse, 'Ragazzo, dobbiamo sempre giocare'. Jack aveva un medico, questi mi iniettò della novocaina, ho giocato lo stesso. Questo era la nostra vita. La dimensione della folla non importa. Avevano pagato per vederci giocare".
I rigori del tour non erano solo fisici. Nel 1963 negli U.S. Pro Tennis Championships, che si sono svolti in quell'anno sui prati di Forest Hills, Gonzales era sgomento e infuriato ci suoi colleghi per essere stato l'unico giocatore ad essere pagato per la sua partecipazione. Avendo appreso dalla sua amara esperienza le esigenze del Pro Tour, Gonzales aveva chiesto, e ottenuto, 5.000 dollari di anticipo per la sua apparizione al torneo. Gonzales, fuori forma e sul punto del ritiro, fu battuto al primo turno. Ken Rosewall in quell'occasione sconfisse Rod Laver in finale, ma nessuno di loro aveva ricevuto un centesimo: il promotore non era riuscito a reperire i fondi e non poteva pagare gli altri giocatori.

#### Laver
Jack Kramer, promotore di tennis di lunga data, scrisse che anche se Laver era "assolutamente imbattibile per un anno o due alla fine degli anni '60", facendo un confronto tra Laver e il vecchio Gonzales questi avrebbe potuto battere regolarmente il rivale australiano".
Kramer sottolinea l'evidente superiorità di Gonzales su Laver citando una particolare partita in cui il vincitore avrebbe incassato 10.000 dollari. Gonzales vinse l'incontro in cinque set davanti ai 15.000 spettatori di New York accorsi al Madison Square Garden nel gennaio del 1970, quando Gonzales aveva 41 anni e Laver era ancora considerato il numero 1 del mondo. D'altra parte, Gonzales era ancora nella top ten quando si giocò questa partita e Laver, successivamente, avrebbe vinto il torneo lì giocato, il Tennis Champions Classic, battendo Gonzales in due set in semifinale.
Durante l'arco di sette anni in cui si sono affrontati l'un contro l'altro, Laver aveva 26-32 anni e Gonzales 36-42 anni. Mentre il picco di Laver è stato alla fine degli anni '60, il picco di Gonzales è stato a metà degli anni '50. Gonzales ha avuto una grande longevità che ha reso possibile questa rivalità. Tuttavia, il record complessivo potrebbe essere polarizzato a favore di Laver a causa di quella differenza di 10 anni tra loro.

### L'era Open
La maggior parte della carriera di Gonzales come professionista si concentra prima dell'inizio dell'era open del tennis avvenuta nel mese di aprile del 1968, quando i professionisti erano stati estromessi dai torneo del Grande Slam, tra la fine del 1949 (quando è diventato professionista) e l'inizio dell'era Open. Come è stato osservato per altri grandi giocatori come Rod Laver, Gonzales quasi certamente avrebbe vinto altri titoli del Grande Slam se gli fosse stato permesso di competere in questi tornei durante quel periodo di 18 anni. Jack Kramer, per esempio, ha ipotizzato in un articolo che parlava degli ipotetici vincitori a Forest Hills e a Wimbledon che Gonzales avrebbe vinto altri 11 titoli in questi due tornei.
Il primo grande torneo dell'era Open fu l'Open di Francia 1968, disputato quando Gonzales aveva appena compiuto 40 anni. Nonostante il fatto che si fosse quasi ritirato per un certo numero di anni e che il torneo si svolgesse su lenti campi in terra battuta che penalizzavano il suo serve and volley, Gonzales sconfisse il campione in carica del 1967 Roy Emerson nei quarti di finale. Perse poi in semifinale contro Rod Laver. Perse al terzo turno a Wimbledon nel 1968, ma in seguito sconfisse la seconda testa di serie Tony Roche nel quarto turno degli US Open 1968, prima di perdere un match epico contro l'olandese Tom Okker.

#### Uno dei più grandi match della storia
Nel 1969 Gonzales vinse nella partita più lunga mai giocata fino a quel momento, un match così lungo e difficile che inevitabilmente accelerò l'introduzione del tie-break. Il quarantunenne Gonzales incontrò a Wimbledon, Charlie Pasarell, un portoricano più giovane di 16 anni, che venerava il suo avversario.
Pasarell vinse un primo set combattuto, 24-22, poi cominciò a calare, Pancho sosteneva che la partita doveva essere sospesa. L'arbitro non accolse la richiesta, e il petulante Gonzales praticamente gettò via il secondo set, perdendo 6-1. Durante la pausa, l'arbitro accennò ai giocatori che avrebbero dovuto smettere. Gonzales fu fischiato mentre usciva dal Centre Court.
Il giorno successivo: il servizio, i dritti e tutte le abilità che hanno reso Gonzales un duro gli permisero di prendersi la rivincita. Pasarell, cercando di approfittare dell'età avanzata di Gonzales, giocò dei servizi morbidi ai piedi di Gonzales per stancarlo usando anche dei frequenti pallonetti. Gonzales ritornò in partita e vinse i successivi tre set col punteggio di 16-14, 6-3, 11-9. Nel quinto set, Gonzales salvò tutti i sette match point che Pasarell aveva avuto a disposizione, per due volte rimontando uno svantaggio di 0-40. Il vincitore finale prevalse dopo 5 ore e 12 minuti di partita.
Il punteggio finale fu un improbabile 22-24, 1-6, 16-14, 6-3, 11-9. Gonzales approdò al quarto turno del torneo, dove perse in quattro set da Arthur Ashe. La partita con Pasarell, tuttavia, è ancora ricordata come uno dei momenti salienti della storia del tennis ed è stata annoverata tra i "Dieci più grandi match dell'Era Open" nella rivista Tennis Magazine.
La partita sarebbe rimasta (in gran parte a causa dell'introduzione del tie break) la più lunga in termini di giochi giocati fino alla storico match Isner-Mahut del torneo di Wimbledon 2010 durato 11 ore e 183 giochi.

#### Ultimi anni di carriera
Roy Emerson, il giocatore australiano che aveva vinto 12 titoli del Grande Slam nel corso degli anni sessanta da dilettante quando la maggior parte dei migliori giocatori del mondo erano professionisti, diventò professionista all'inizio del 1968, all'età di 31 anni, dopo aver vinto gli Internazionali di Francia l'anno prima. Gonzales, all'età di 40 anni, sconfisse Emerson in cinque set nei quarti di finale dell'Open di Francia 1968. Negli anni successivi, Gonzales sconfisse Emerson altre 11 volte. Nella tappa di Miami, in Florida, del Champions Classic, invece, Emerson sconfisse Gonzales in tre set col punteggio di 6-2, 6-3, 6-2.
Un altro grande giocatore australiano è stato Ken Rosewall, che ha vinto otto titoli dello Slam nel corso della sua lunga carriera, prima come dilettante, poi come professionista nei primi anni del tennis open. Gonzales ha giocato 160 partite contro Rosewall, vincendone 101 e perdendone 59.
Alla fine del 1969, Gonzales vinse l'Howard Hughes Open di Las Vegas e il Pacific Southwest Open di Los Angeles, battendo, tra gli altri, John Newcombe, Ken Rosewall, Stan Smith (due volte), Cliff Richey, e Arthur Ashe. Fu il giocatore americano che aveva incassato il maggiore montepremi nel 1969 con 46 288 $. Se i professionisti freelance fossero stati inclusi nella classifica degli Stati Uniti, è probabile che sarebbe stato classificato numero uno nel suo paese, proprio come lo era stato due decenni prima, nel 1948 e nel 1949.
Gonzales ha continuato a giocare nei tornei occasionalmente. Era in grado di battere occasionalmente anche l'indiscusso numero uno del mondo, Rod Laver. Il loro più famoso incontro fu una particolare partita in cui il vincitore avrebbe incassato 10.000 dollari. Gonzales vinse l'incontro in cinque set davanti ai 15.000 spettatori di New York accorsi al Madison Square Garden nel gennaio del 1970. È diventato il giocatore più anziano ad aver mai vinto un torneo professionale, vincendo il Des Moines Open 1972 battendo il ventiquattrenne Georges Goven tre mesi prima del suo 44º compleanno. Nonostante il fatto che egli fosse ancora conosciuto come un giocatore da serve-and-volley, nel 1971, quando aveva 43 anni e Jimmy Connors 19, sconfisse il grande giovane ribattitore giocando anche lui dalla linea di fondo campo al Pacific Southwest Championships. In questo periodo, Gonzalez si era trasferito a Las Vegas per diventare il direttore del settore tennis al Caesars Palace, e assunse Chuck Pate, suo amico d'infanzia, per lanciare il Pro Shop.
Gonzales è stato inserito nella International Tennis Hall of Fame di Newport, Rhode Island nel 1968.
Nel maggio del 1968 è stato il primo professionista a perdere con un dilettante, il giocatore britannico Mark Cox. L'allora ventiquattrenne Cox sconfisse Gonzales ai British Hard Court Championships di Bournemouth col punteggio di 0-6, 6-2, 4-6, 6-3, 6-3, in due ore e un quarto di gioco.

## Statistiche

### Singolare
| Amatore | Amatore | Amatore | Professionali | Professionali | Professionali | Professionali | Professionali | Professionali | Professionali | Professionali | Professionali | Professionali | Professionali | Professionali | Professionali | Professionali | Professionali | Professionali | Professionali | Professionali | Era Open | Era Open | Era Open | Era Open | Era Open | Era Open | Totali |
| 1947    | 1948    | 1949    | 1950          | 1951          | 1952          | 1953          | 1954          | 1955          | 1956          | 1957          | 1958          | 1959          | 1960          | 1961          | 1962          | 1963          | 1964          | 1965          | 1966          | 1967          | 1968     | 1969     | 1970     | 1971     | 1972     | 1973     | Totali |
| 0       | 8       | 9       | 2             | 1             | 5             | 3             | 27            | 4             | 6             | 5             | 8             | 5             | 1             | 5             | 0             | 0             | 5             | 4             | 4             | 1             | 2        | 2        | 1        | 3        | 3        | 0        | 114    |

#### Grande Slam

##### Vinte (2)
| Anno | Torneo           | Superficie | Avversario in finale | Punteggio                 |
| 1948 | US Championships | Erba       | Eric Sturgess        | 6–2, 6–3, 14–12           |
| 1949 | US Championships | Erba       | Ted Schroeder        | 16–18, 2–6, 6–1, 6–2, 6–4 |

##### Sconfitte (0)
Nessuna finale persa

#### Pro Slam

##### Vinte (15)
| Anno | Torneo                  | Superficie | Avversario in finale                                                       | Punteggio                        |
| 1950 | Wembley Pro             | Indoor     | Welby Van Horn                                                             | 6–3, 6–3, 6–2                    |
| 1951 | Wembley Pro             | Indoor     | Pancho Segura                                                              | 6–2, 6–2, 2–6, 6–4               |
| 1952 | Wembley Pro             | Indoor     | Jack Kramer                                                                | 3–6, 3–6, 6–2, 6–4, 7–5          |
| 1953 | US Pro                  | Indoor     | Don Budge                                                                  | 4–6, 6–4, 7–5, 6–2               |
| 1954 | US Pro                  | Indoor     | Frank Sedgman                                                              | 6–3, 9–7, 3–6, 6–2               |
| 1955 | US Pro                  | Indoor     | Pancho Segura                                                              | 21–16, 19–21, 21–8, 20–22, 21–19 |
| 1956 | Wembley Pro             | Indoor     | Frank Sedgman                                                              | 4–6, 11–9, 11–9, 9–7             |
| 1956 | US Pro                  | Indoor     | Pancho Segura                                                              | 21–15, 13–21, 21–14, 22–20       |
| 1956 | Tournament of Champions | Indoor     | Frank Sedgman                                                              | 9–7, 3-6, 6-1                    |
| 1957 | US Pro                  | Indoor     | Pancho Segura                                                              | 6–3, 3–6, 7–5, 6–1               |
| 1957 | Tournament of Champions | Erba       | Frank Sedgman                                                              | 5–7, 7–5, 3–6, 6–3, 6–3          |
| 1958 | US Pro                  | Indoor     | Lew Hoad                                                                   | 3–6, 4–6, 14–12, 6–1, 6–4        |
| 1958 | Tournament of Champions | Erba       | Ken Rosewall Pancho Segura Rex Hartwig Tony Trabert Lew Hoad Frank Sedgman | Round robin                      |
| 1959 | US Pro                  | Indoor     | Lew Hoad                                                                   | 6–4, 6–2, 6–4                    |
| 1961 | US Pro                  | Indoor     | Frank Sedgman                                                              | 6–3, 7–5                         |

##### Perse (7)
| Anno | Torneo                  | Superficie  | Avversario in finale | Punteggio               |
| 1951 | US Pro                  | Erba        | Pancho Segura        | 0–6, 6–8, 1–6           |
| 1952 | US Pro                  | Indoor      | Pancho Segura        | 6–3, 4–6, 6–3, 4–6, 0–6 |
| 1953 | Wembley Pro             | Indoor      | Frank Sedgman        | 1–6, 2–6, 2–6           |
| 1956 | French Pro              | Terra rossa | Tony Trabert         | 3–6, 6–4, 7–5, 6–8, 2–6 |
| 1959 | Tournament of Champions | Erba        | Lew Hoad             | 1–6, 7–5, 2–6, 1–6      |
| 1961 | French Pro              | Terra rossa | Ken Rosewall         | 6–2, 4–6, 3–6, 6–8      |
| 1964 | US Pro                  | Erba        | Rod Laver            | 6–4, 3–6, 5–7, 4–6      |